# Roger De Wulf
Roger Pierre De Wulf, né le 5 janvier 1929 à Vilvorde et mort à Machelen le 4 avril 2016, est un homme politique belge néerlandophone membre du SPA.

## Biographie
Il fut député élu de Bruxelles (10 mars 1974 - 13 octobre 1985) et sénateur élu direct de Bruxelles (13 octobre 1985 - 12 avril 1995).
Il fut ministre national :
- du Travail et de l'Emploi (3 avril 1979 - 17 décembre 1981)
- secrétaire d'Etat des Affaires économiques et sociales (3 juin 1977 - 3 avril 1979)

Il fut ministre communautaire flamand :
- de la politique de Santé du  22 décembre 1981 au 10 décembre 1985
- de l'Emploi du 24 octobre 1988 au 22 janvier 1992.